# Lygropia bilinealis
Lygropia bilinealis là một loài bướm đêm trong họ Crambidae.